# Der Neue Mensch

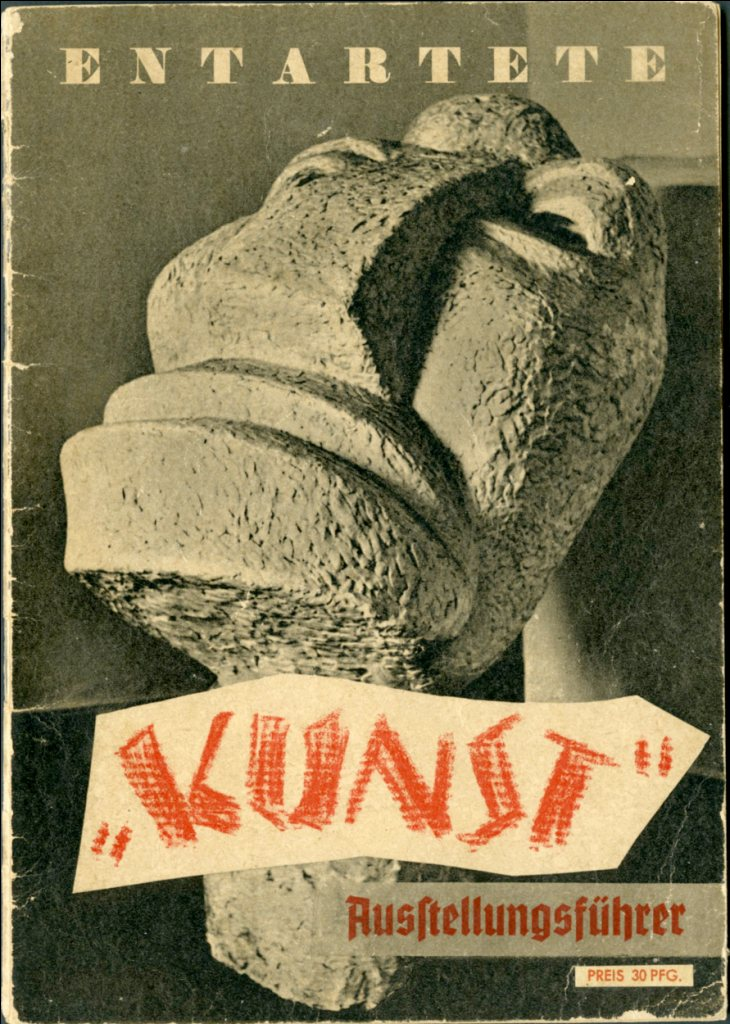
Der Neue Mensch na okładce katalogu wystawy sztuki zdegenerowanej zorganizowanej przez nazistów w roku 1937

Der Neue Mensch (pol. Nowy człowiek) lub Grosser Kopf (pol. Wielka głowa) – rzeźba wykonana przez niemieckiego malarza i rzeźbiarza Ottona Freundlicha w 1912 roku, która znalazła się na okładce katalogu wystawy sztuki zdegenerowanej zorganizowanej przez nazistów w roku 1937.

## Opis
Wykonana z gipsu rzeźba mierząca 1,4 metra, przedstawia dużą stylizowaną głowę, która przypomina monolityczną kamienną konstrukcję. Wpływy obejmują kubizm, widoczny w użyciu form geometrycznych, plemienne maski ludu Dan w środkowo-zachodniej części Wybrzeża Kości Słoniowej oraz większe niż w rzeczywistości kamienne posągi głów moai wyrzeźbione przez lud Rapa Nui na Wyspie Wielkanocnej. Wykonane w Hamburgu dzieło symbolizuje wyczekiwany „duchowy nowy początek” okresu przedwojennego.
W 1930 roku ówczesny dyrektor Max Sauerlandt zakupił rzeźbę dla Muzeum Sztuki i Rzemiosła w Hamburgu. W 1937 roku została skonfiskowana przez nazistowskie władze jako sztuka zdegenerowana i zaprezentowana na wystawie pod tym samym tytułem w Monachium. Obraz fotograficzny wykonany na potrzeby wystawy zniekształcił głowę, sprawiając, że wyglądała wyniośle i boleśnie. Rzeźba zaginęła podczas podróży wystawy przez inne miasta i od tego czasu jest uznana za zaginioną, prawdopodobnie zniszczoną. W Muzeum Żydowskim w Berlinie znajduje się obecnie przedstawiciel tej rzeźby, wystawiony „czarny punkt” (Galeria Zaginionych), jako symbol utraty i zniszczenia dzieł kulturalnych i artystycznych przez narodowy socjalizm.